# IK Svenske
IK Svenske var en idrottsförening från Örebro i Närke i Örebro län, verksam 1923-1940. Föreningen sammanslogs sistnämnda år med Örebro IK och IFK Örebro i Örebro FF Det blåvita Närkelaget spelade fyra säsonger i division III i fotboll, motsvarande division I sedan serieomläggningen 2006. Laget spelade i trean säsongerna 1934/1935 samt 1937/1938-1939/1940. Föreningens sista säsong förlorade laget drabbningen borta mot Örebro Sport med 0-13, vilket alltjämt utgör Sportklubbens största serievinst per 2022.